# Charles Petro
John Charles Petro (Blantyre, 8 febbraio 2001) è un calciatore malawiano, difensore del Botoșani e della nazionale malawiana.

## Carriera

### Club
Ha giocato nella massima serie malawiana.
Il 12 febbraio 2020 viene acquistato a titolo definitivo dalla squadra moldava dello Sheriff Tiraspol.

### Nazionale
Ha esordito in nazionale nel 2019; ha partecipato alla Coppa delle nazioni africane 2021.

## Statistiche

### Presenze e reti nei club
Statistiche aggiornate al 2 gennaio 2022.
| Stagione        | Squadra          | Campionato      | Campionato | Campionato | Coppe nazionali | Coppe nazionali | Coppe nazionali | Coppe continentali | Coppe continentali | Coppe continentali | Altre coppe | Altre coppe | Altre coppe | Totale | Totale |
| Stagione        | Squadra          | Comp            | Pres       | Reti       | Comp            | Pres            | Reti            | Comp               | Pres               | Reti               | Comp        | Pres        | Reti        | Pres   | Reti   |
| --------------- | ---------------- | --------------- | ---------- | ---------- | --------------- | --------------- | --------------- | ------------------ | ------------------ | ------------------ | ----------- | ----------- | ----------- | ------ | ------ |
| feb.-giu. 2020  | Sheriff Tiraspol |                 | -          | -          | CM              | 2               | 0               |                    | -                  | -                  |             | -           | -           | 2      | 0      |
| 2020-2021       | Sheriff Tiraspol | DN              | 22         | 1          | CM              | 0               | 0               | UCL+UEL            | 2+1                | 0                  |             | -           | -           | 25     | 1      |
| 2021-2022       | Sheriff Tiraspol | DN              | 9          | 1          | CM              | 0               | 0               | UCL                | 3                  | 0                  | SM          | 1           | 0           | 13     | 1      |
| Totale carriera | Totale carriera  | Totale carriera | 31         | 2          |                 | 2               | 0               |                    | 6                  | 0                  |             | 1           | 0           | 40     | 2      |

### Cronologia presenze e reti in nazionale
| Cronologia completa delle presenze e delle reti in nazionale ― Malawi | Cronologia completa delle presenze e delle reti in nazionale ― Malawi | Cronologia completa delle presenze e delle reti in nazionale ― Malawi | Cronologia completa delle presenze e delle reti in nazionale ― Malawi | Cronologia completa delle presenze e delle reti in nazionale ― Malawi | Cronologia completa delle presenze e delle reti in nazionale ― Malawi | Cronologia completa delle presenze e delle reti in nazionale ― Malawi | Cronologia completa delle presenze e delle reti in nazionale ― Malawi |
| Data                                                                  | Città                                                                 | In casa                                                               | Risultato                                                             | Ospiti                                                                | Competizione                                                          | Reti                                                                  | Note                                                                  |
| --------------------------------------------------------------------- | --------------------------------------------------------------------- | --------------------------------------------------------------------- | --------------------------------------------------------------------- | --------------------------------------------------------------------- | --------------------------------------------------------------------- | --------------------------------------------------------------------- | --------------------------------------------------------------------- |
| 20-4-2019                                                             | Manzini                                                               | eSwatini                                                              | 0 – 0                                                                 | Malawi                                                                | Qual. Campionato delle Nazioni Africane 2020                          | -                                                                     | 38’                                                                   |
| 11-5-2019                                                             | Blantyre                                                              | Malawi                                                                | 1 – 1                                                                 | eSwatini                                                              | Qual. Campionato delle Nazioni Africane 2020                          | -                                                                     |                                                                       |
| 26-5-2019                                                             | Umlazi                                                                | Malawi                                                                | 3 – 0                                                                 | Seychelles                                                            | Coppa COSAFA 2019 - 1º turno                                          | -                                                                     |                                                                       |
| 28-5-2019                                                             | Umlazi                                                                | Namibia                                                               | 1 – 2                                                                 | Malawi                                                                | Coppa COSAFA 2019 - 1º turno                                          | -                                                                     |                                                                       |
| 2-6-2019                                                              | KwaMashu                                                              | Zambia                                                                | 2 – 2 dts (4 - 2 dtr)                                                 | Malawi                                                                | Coppa COSAFA 2019 - Quarti di finale                                  | -                                                                     | 87’                                                                   |
| 4-6-2019                                                              | KwaMashu                                                              | Comore                                                                | 1 – 2                                                                 | Malawi                                                                | Coppa COSAFA 2019 - Semifinale                                        | -                                                                     |                                                                       |
| 7-6-2019                                                              | Durban                                                                | Sudafrica                                                             | 0 – 0 dts (5 - 4 dtr)                                                 | Malawi                                                                | Coppa COSAFA 2019 - Finale                                            | -                                                                     |                                                                       |
| 7-9-2019                                                              | Francistown                                                           | Botswana                                                              | 0 – 0                                                                 | Malawi                                                                | Qual. Mondiali 2022                                                   | -                                                                     |                                                                       |
| 10-9-2019                                                             | Blantyre                                                              | Malawi                                                                | 1 – 0                                                                 | Botswana                                                              | Qual. Mondiali 2022                                                   | -                                                                     |                                                                       |
| 13-10-2019                                                            | Maseru                                                                | Lesotho                                                               | 1 – 1                                                                 | Malawi                                                                | Amichevole                                                            | -                                                                     |                                                                       |
| 7-10-2020                                                             | Lusaka                                                                | Zambia                                                                | 1 – 0                                                                 | Malawi                                                                | Amichevole                                                            | -                                                                     |                                                                       |
| 11-10-2020                                                            | Blantyre                                                              | Malawi                                                                | 0 – 0                                                                 | Zimbabwe                                                              | Amichevole                                                            | -                                                                     |                                                                       |
| 12-11-2020                                                            | Ouagadougou                                                           | Burkina Faso                                                          | 3 – 1                                                                 | Malawi                                                                | Qual. Coppa d'Africa 2021                                             | -                                                                     | 89’                                                                   |
| 16-11-2020                                                            | Blantyre                                                              | Malawi                                                                | 0 – 0                                                                 | Burkina Faso                                                          | Qual. Coppa d'Africa 2021                                             | -                                                                     | 81’                                                                   |
| 24-3-2021                                                             | Omdurman                                                              | Sudan del Sud                                                         | 0 – 1                                                                 | Malawi                                                                | Qual. Coppa d'Africa 2021                                             | -                                                                     |                                                                       |
| 27-3-2021                                                             | Blantyre                                                              | Malawi                                                                | 1 – 0                                                                 | Uganda                                                                | Qual. Coppa d'Africa 2021                                             | -                                                                     |                                                                       |
| 13-6-2021                                                             | Dar-es-Salaam                                                         | Tanzania                                                              | 2 – 0                                                                 | Malawi                                                                | Amichevole                                                            | -                                                                     |                                                                       |
| 3-9-2021                                                              | Yaoundé                                                               | Camerun                                                               | 2 – 0                                                                 | Malawi                                                                | Qual. Mondiali 2022                                                   | -                                                                     |                                                                       |
| 7-9-2021                                                              | Johannesburg                                                          | Malawi                                                                | 1 – 0                                                                 | Mozambico                                                             | Qual. Mondiali 2022                                                   | -                                                                     |                                                                       |
| 8-10-2021                                                             | Johannesburg                                                          | Malawi                                                                | 0 – 3                                                                 | Costa d'Avorio                                                        | Qual. Mondiali 2022                                                   | -                                                                     |                                                                       |
| 11-10-2021                                                            | Cotonou                                                               | Costa d'Avorio                                                        | 2 – 1                                                                 | Malawi                                                                | Qual. Mondiali 2022                                                   | -                                                                     |                                                                       |
| 13-11-2021                                                            | Johannesburg                                                          | Malawi                                                                | 0 – 4                                                                 | Camerun                                                               | Qual. Mondiali 2022                                                   | -                                                                     |                                                                       |
| 16-11-2021                                                            | Cotonou                                                               | Mozambico                                                             | 1 – 0                                                                 | Malawi                                                                | Qual. Mondiali 2022                                                   | -                                                                     |                                                                       |
| 31-12-2021                                                            | Gedda                                                                 | Comore                                                                | 1 – 2                                                                 | Malawi                                                                | Amichevole                                                            | -                                                                     | 46’                                                                   |
| 14-1-2022                                                             | Bafoussam                                                             | Malawi                                                                | 2 – 1                                                                 | Zimbabwe                                                              | Coppa d'Africa 2021 - 1º turno                                        | -                                                                     | 84’                                                                   |
| 24-3-2023                                                             | Il Cairo                                                              | Egitto                                                                | 2 – 0                                                                 | Malawi                                                                | Qual. Coppa d'Africa 2023                                             | -                                                                     |                                                                       |
| Totale                                                                |                                                                       | Presenze                                                              | 26                                                                    |                                                                       | Reti                                                                  | 0                                                                     |                                                                       |

## Palmarès

### Club

#### Competizioni nazionali
- Campionato malawiano

Bullets: 2019
- Campionato moldavo: 2

Sheriff Tiraspol: 2020-2021, 2021-2022
- Coppa di Moldavia: 1

Sheriff Tiraspol: 2021-2022